# Bazilika svatého Klimenta v Lateráně

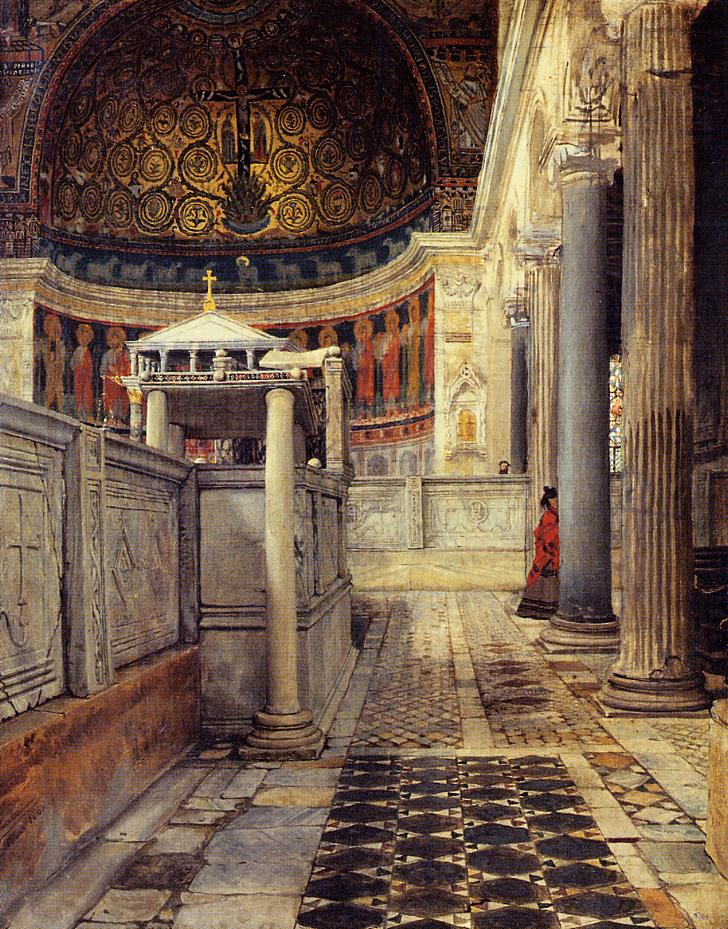
Pohled do apsidy

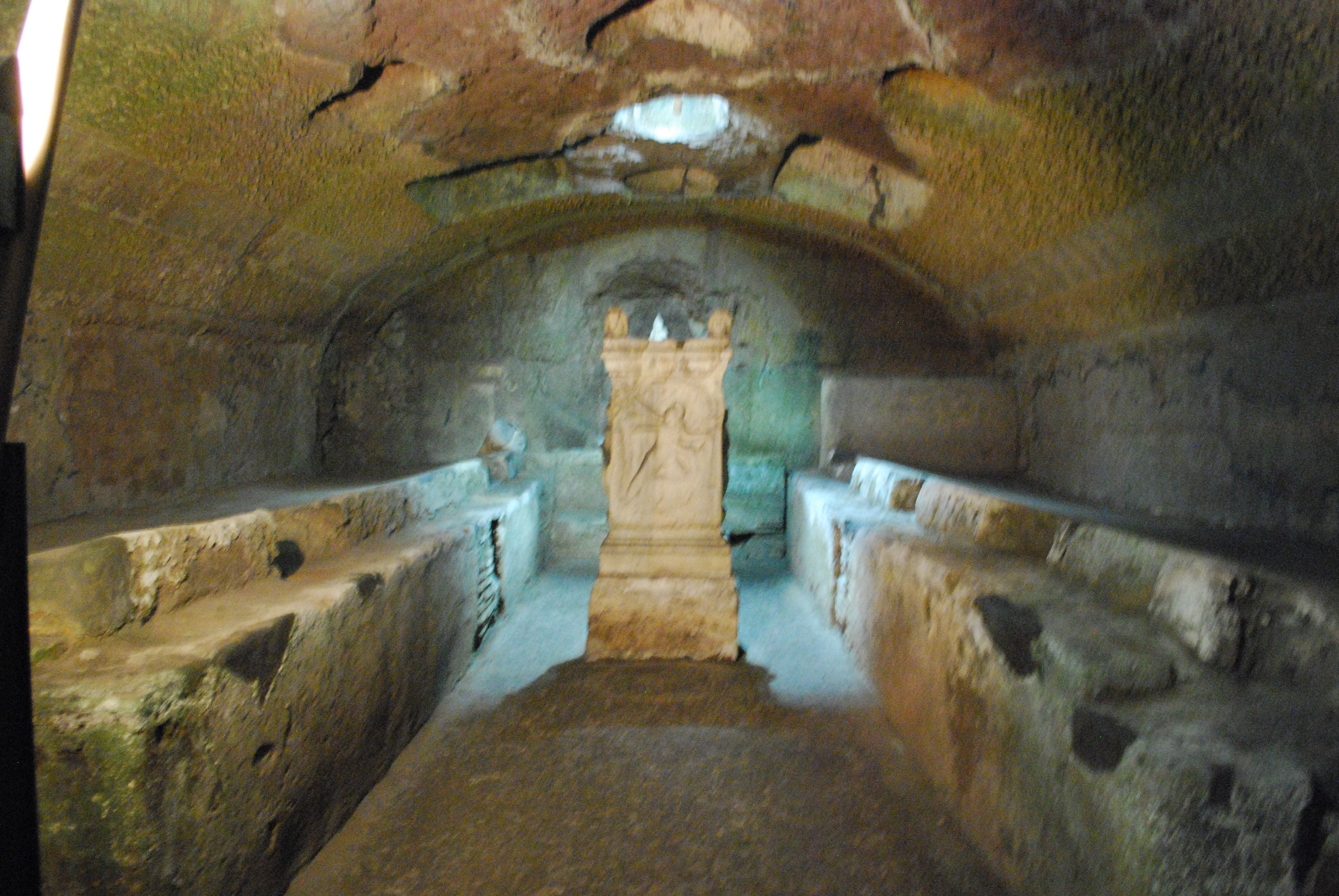
Mithraeum

Bazilika svatého Klementa v Lateráně (italsky Basilica di San Clemente al Laterano, latinsky Basilica Sancti Clementis in Laterano) je bazilika v Římě na Via Labicana, asi 300 metrů východně od Kolosea. Zvenčí nenápadná stavba z 12. století stojí na základech staršího kostela z 6. století a patří k sousednímu klášteru irských dominikánů.

## Historie
Úroveň terénu se zde od starověku zvýšila přibližně o 20 metrů. V 1. století zde byla vystavěna dlouhá mincovna a obytný dům, který byl kolem roku 200 přestavěn na mithraeum, což bylo u veřejných staveb časté. Mincovna byla kolem roku 250 opuštěna, dvůr zasypán a na jeho místě postavena dlouhá hala, kolem roku 384 proměněná na kostel sv. Klementa. Byla přitom prodloužena a zčásti nad mithreem byla postavena apsida. Na východě bylo přistavěno atrium, odkud se do kostela vstupovalo. V 6. století za papeže Jana II. byl kostel vyzdoben mramorovými reliéfy, z nichž se několik zachovalo. Roku 1084 byl Řím zpustošen Normany, kostel byl sice obnoven, ale už v letech 1108-1128 byla ruina zčásti zasypána a posloužila jako základ pro novou stavbu. Po roce 1430 byla přistavěna kaple sv. Kateřiny s freskami Masolina da Pascale, což jsou patrně první renesanční fresky v Římě. V letech 1715-1719 kostel upravil Carlo Stefano Fontana v barokním slohu, včetně dřevěného stropu.

### Cyril a Metoděj
Do tohoto kostela přinesli svatí Cyril a Metoděj ostatky svatého Klementa. Po smrti svatého Cyrila chtěl Metoděj jeho ostatky dopravit zpět do rodné Soluně, ale papež mu to neumožnil, proto Metoděj požádal, aby se alespoň jeho pohřeb konal v bazilice San Clemente. Patrně zde byl i pohřben, ale během Velké francouzské revoluce se ostatky sv. Cyrila ztratily. V 60. letech 20. století objevili irští dominikánští otcové malý fragment ostatků. Papež Pavel VI. dal uložit tento úlomek zpět do baziliky San Clemente v naději, že se jedná o posvátnou relikvii sv. Cyrila.

## Popis
Do kostela se vstupuje z náměstí sv. Klementa (Piazza San Clemente) portikem z 12. století se čtyřmi antickými sloupy. Z atria, které je také ze 12. století, se vstupuje do horního kostela. Ten zachovává strukturu starokřesťanského kostela, mramorové reliéfy podél chóru jsou ze 6. století, stejně jako biskupský trůn v apsidě a ambona. V apsidě je pozoruhodná barevná mozaika ze 12. století, na podlaze je bohatá mozaika kosmatického typu. Dřevěný strop a fresky jsou barokní. Severní boční lodí se schází do spodního kostela. Opěry byly vestavěny později, střední loď je vyzdobena freskami ze 6. až 9. století a na konci levé boční lodi byl roku 869 pohřben sv. Cyril. Odtud se schází do nejnižšího patra, kde je mithraeum, podlouhlá místnost s valenou klenbou, kamennými lavicemi po stranách a oltářem boha Mithry. Z mithraea lze projít do starověkého domu, na nějž navazuje malá katakomba se 16 hroby z 5. století.

## Fresky v bazilice San Clemente Inferiore
Fresky v bazilice San Clemente Inferiore pocházejí z let 1078–1084. Představují cyklus čtyř trojdílných nástěnných maleb, které jsou umístěny v nartexu a na pilířích v hlavní lodi kostela. Tyto fresky jsou rovněž považovány za výrazný obrazový manifest tak zvané gregoriánské reformace v Římě.
Nástěnné fresky byly objeveny během vykopávek v letech 1858–1871 Josephem Mulloolym. V letech 2004-2005 se zjistilo díky metodě ICR (Intelligent Character Recognition), že tyto fresky byly v průběhu 19. a 20. století ještě několikrát upravovány. Všechny fresky zahrnující cyklus scén ze života sv. Klementa a sv. Alexia jsou datovány do stejné doby a dle malířského rukopisu lze soudit, že pocházejí i ze stejné malířské dílny[zdroj?]. Všechny malby jsou inspirovány literárními příběhy[zdroj?]: např. příhoda Sissinia a Teodory se nalézá v Passio Sancti Clementis; pochování Klementa na Krymu v Liber de Gregorio di Tours; přenos ostatků ve Vita dei santi Cirillo e Metodio.

## Galerie

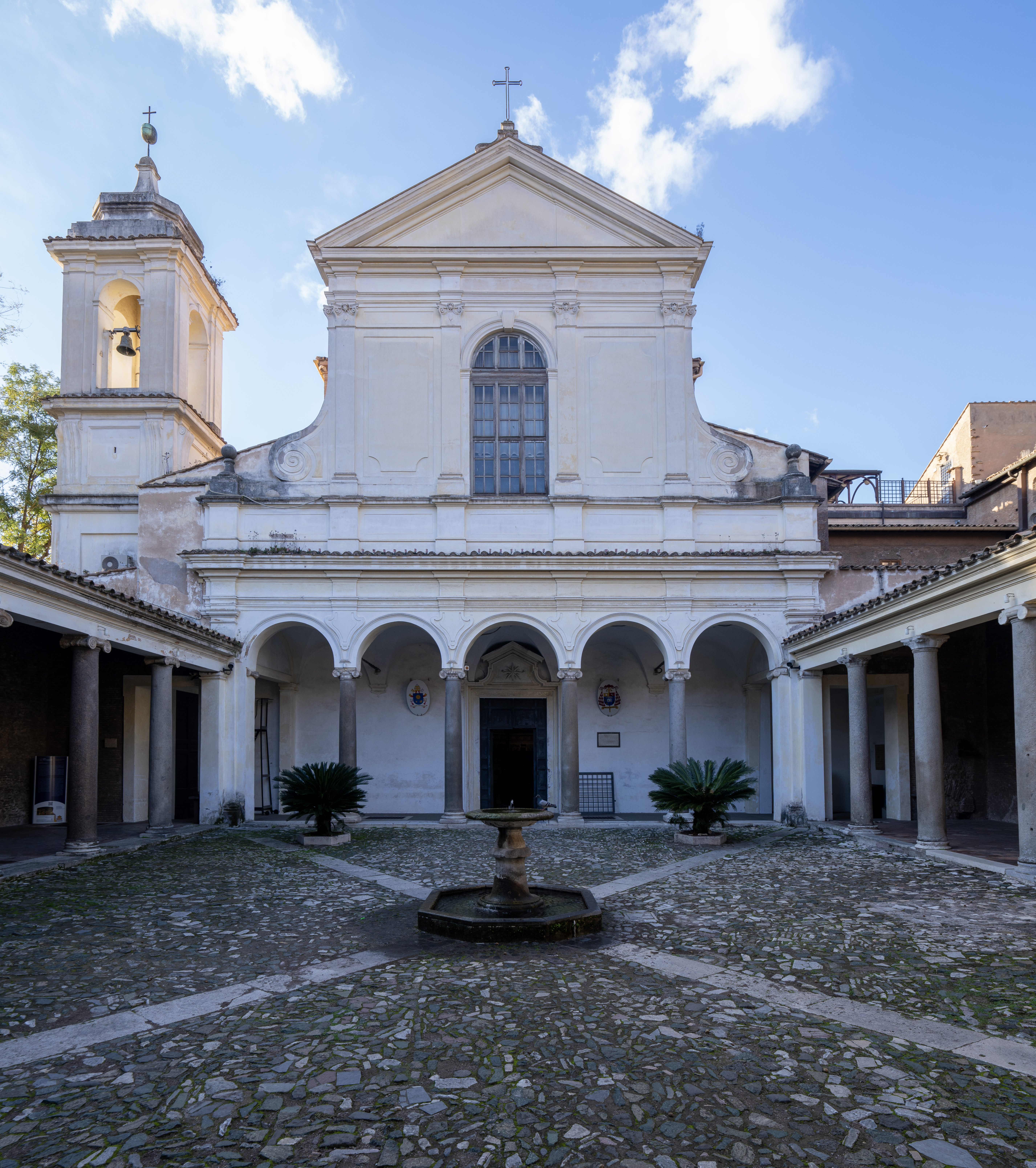
Atrium a barokní průčelí
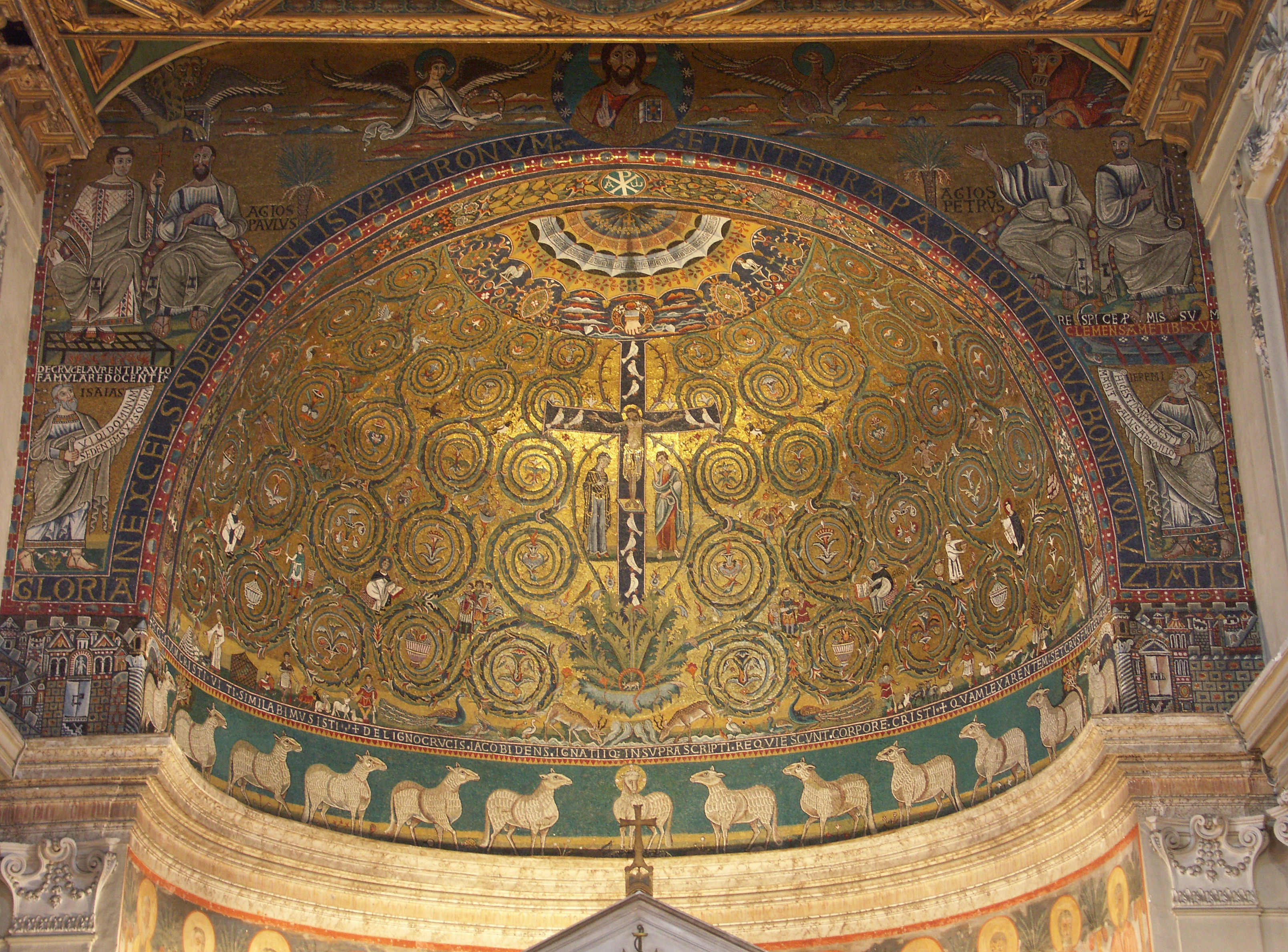
Mozaiky v apsidě
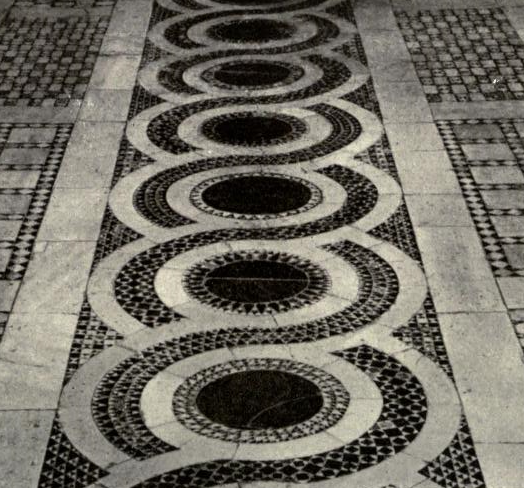
Detail dlažby
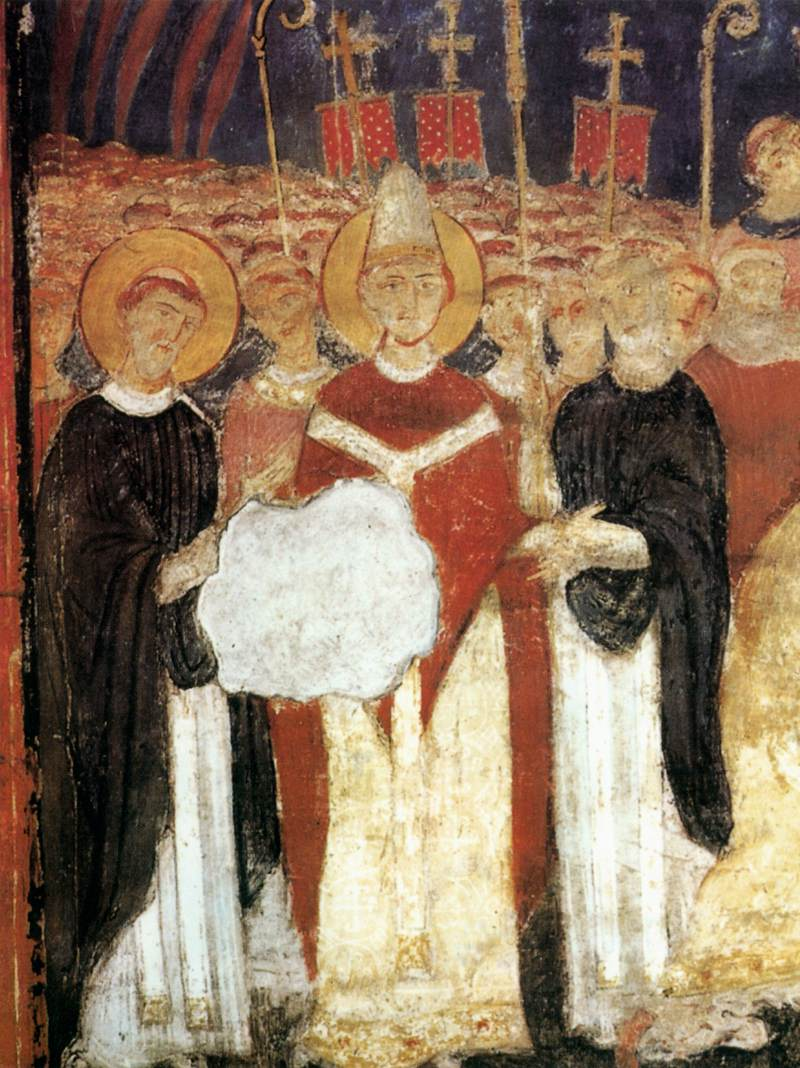
Sv. Cyril a Metoděj přinášejí ostatky sv. Klementa
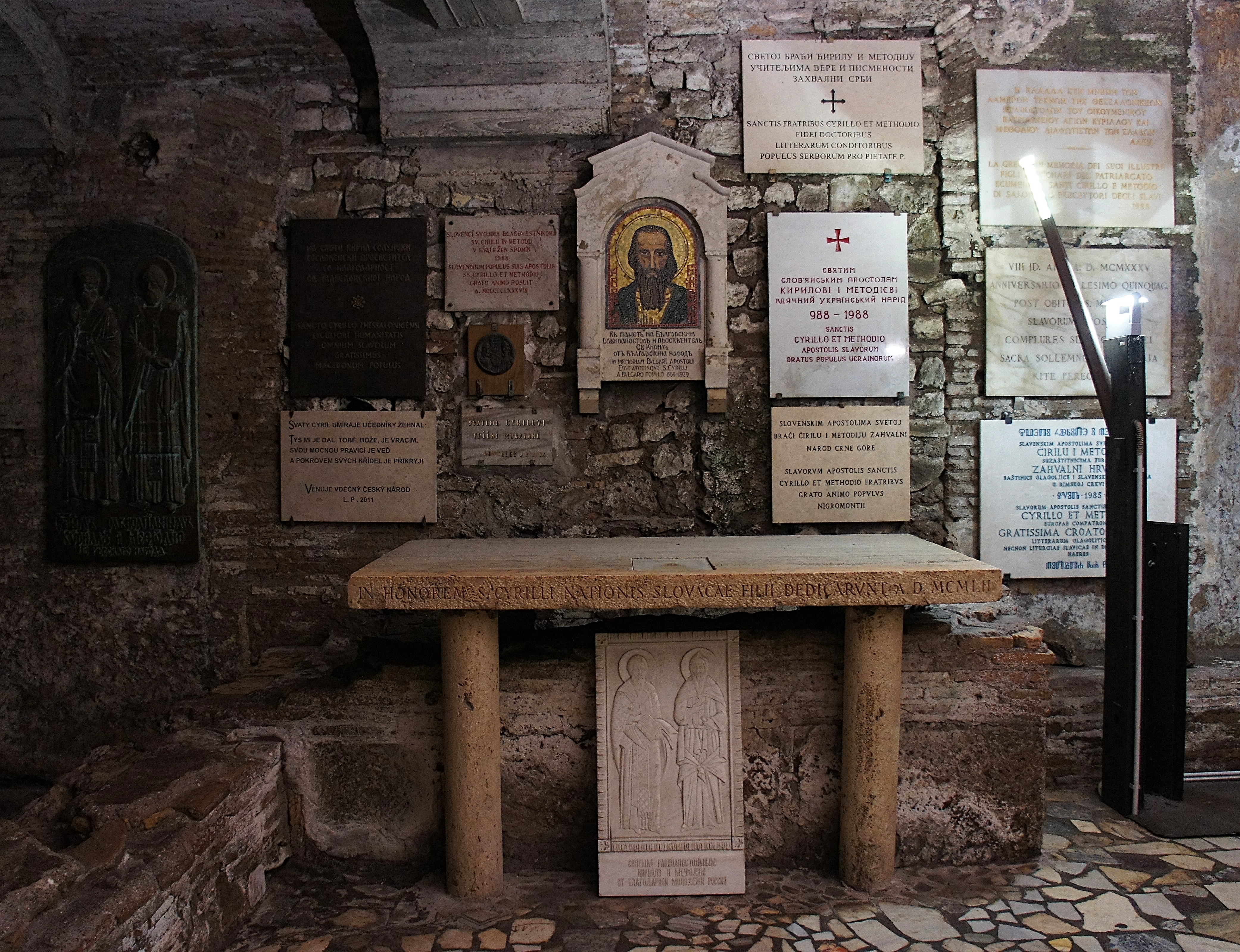
Předpokládaný hrob sv. Cyrila
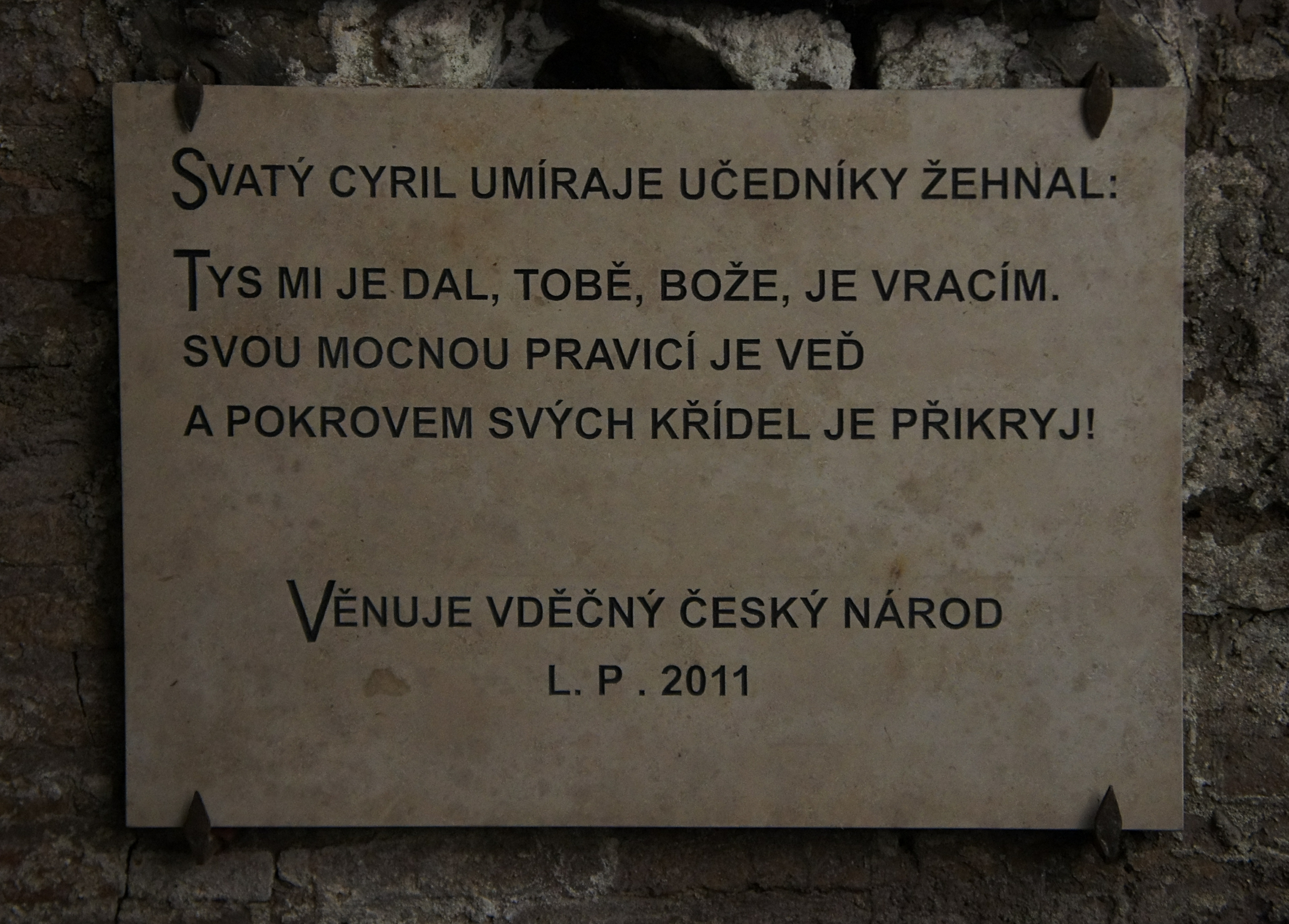
Pamětní deska v češtině u předpokládaného hrobu sv. Cyrila